# Петрова Ксенія Семенівна
Ксе́нія Семе́нівна Петро́ва (*1892, Бугуруслан Самарської губернії — †1942, с-ще Старі Сосни Клявлинського району Куйбишевської області) — ерзянський драматург і поет, педагог.

## Біографічні відомості
Народилась у родині ерзянських селян. Грамоту засвоїла самотужки. Екстерном склала іспити в Бугуслані на звання народного вчителя (1919).
З 1920 — завідувач місцевого відділу освіти. У 1921 — завідувачка Мордовської секції Головполітосвіти й інструктор Наркомату національностей (Москва).
1923 повернулася на батьківщину, працювала зав. семирічною школою в с. Бінарадка Старобуянської волості Самарської губернії. У 1926—1932 — викладач ерзянської мови Мало-Толкайського педагогічного технікуму, в 1932 — ерзянської мови та літератури в Саранську. 1936—1942 — вчитель у рідному селі.

## Літературна діяльність
Творчу діяльність Петрова розпочала з віршів та одноактних п'єс (1926, газета «Якстере теште» — «Червона зірка» та журнал «Сятко» — «Іскра»), присвячених перетворенням у ерзянських селах: «Гайги вирь» («Ліс, що дзвенить», 1932), «Батрачкань морыне» («Пісня батрачки», 1933) тощо.
П'єса «1921 рік» — про голод у фіно-угорському Поволжі — ставилася колективами селянської художньої самодіяльності. У 1933 у журналі «Сятко» була надрукована п'єса «Кода сынь глушасть» — «Як вони глушили» (про участь ерзянського народу в повстаннях 1905—1907 проти російського колоніалізму).
Подіям Ерзяно-російської війни 1918-1921 присвячена драма «Кизэнь ве» («Літня ніч», 1933).
Драма Петрової «Ташто койсэ» («За звичаєм», 1933) — один з найкращих творів ерзянської драматургії 1920—30—х рр. про долю жінки в умовах окупованого ерзянського села.